# 碧山巖開漳聖王廟

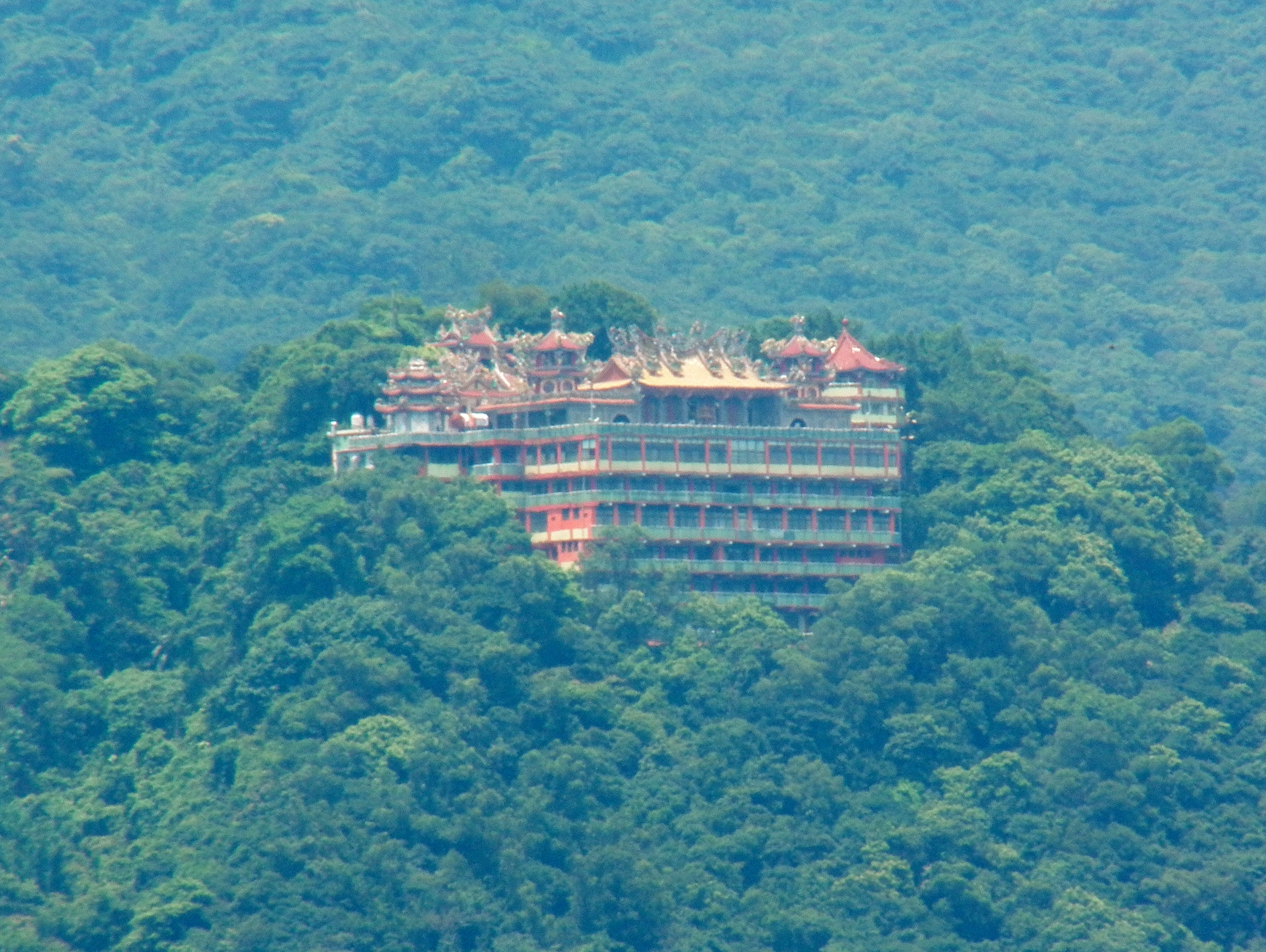
碧山巖開漳聖王廟

碧山巖開漳聖王廟位於台灣台北市內湖區的開漳聖王廟，位於內湖碧山路碧山巖尖峰，也稱「尖頂開漳聖王廟」。為台灣最大的開漳聖王廟之一，亦是內湖大廟，在內湖在地人心中更被視為聖山。廟內主祀開發漳州的唐代民族英雄陳元光，其被視為漳州人守護神並尊稱「開漳聖王」。配祀其大將李伯瑤、馬仁兩位將軍。
碧山巖俯臨台北盆地，白天站在廟前平台，可見蜿蜒的淡水河，近處可見鯉魚山、牌樓外左側為白石湖吊橋。山腳下的梯田全景。夜晚眺望台北盆地，臺北101、圓山大飯店及臺北松山機場觸目可及，車陣川流不息；另可眺望南港、台北東區的夜景。碧山巖的旁邊有石階步道直通忠勇山山頂，山頂是一個小公園，平日均有許多民眾在此運動遊憩。

## 歷史

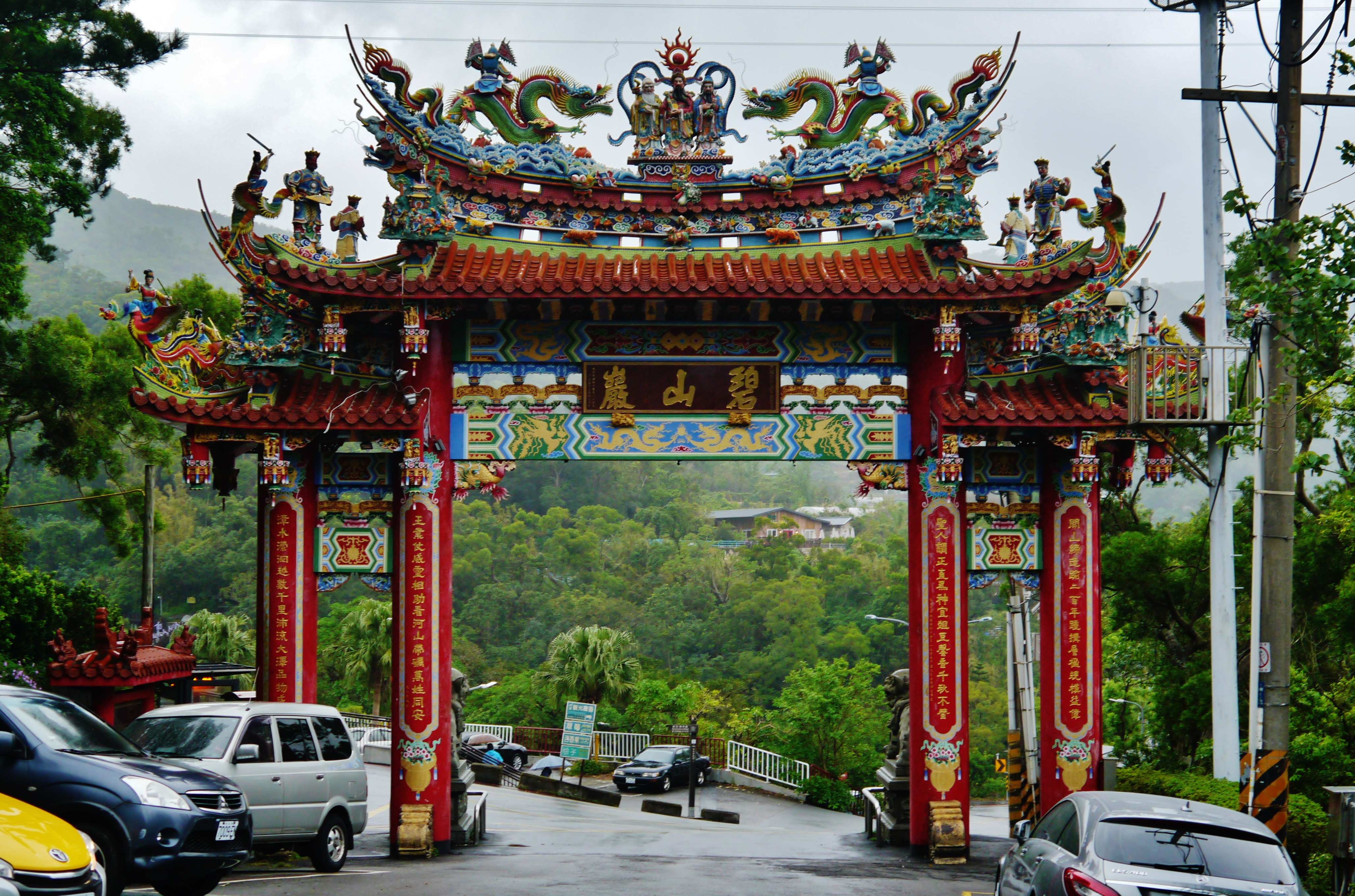
碧山巖牌坊

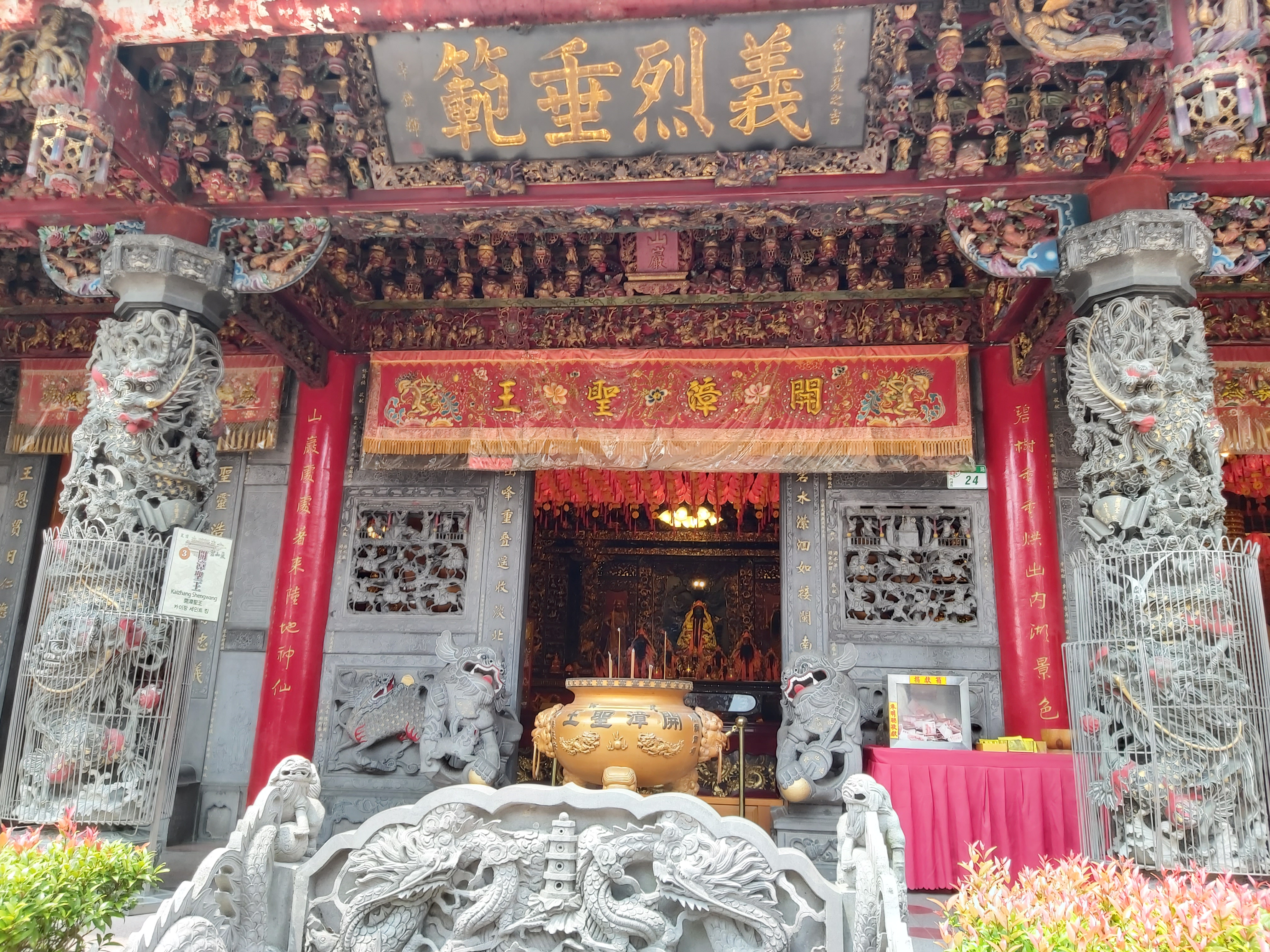
李登輝親題的「義烈垂範」匾

康熙末年，漳州府人氏黃某攜眷配帶開漳聖王香火渡海來台墾荒。行於碧山之尖頂，忽聞嗡嗡之聲，不絕於耳，停步視之，其聲傳自身前一塊石下小洞，認為此處適合於安座開漳聖王之蜂穴，為難得一見的吉地，遂將隨身佩帶香火懸掛於石洞中，膜拜後離去。
值至清乾隆十六年（1751年）碧山尖頂一帶，土匪猖獗，結黨成群，聚眾劫舍，擄人勒索，蠻橫無比。某日黃昏，匪徒又在山下聚集，計議行劫，忽見尖頂山頭金光萬道，鋒芒四射，戰鼓齊鳴，宛如萬馬奔騰。匪眾聞見喪膽，斯時懸掛聖王香火之石塊巨響一聲分裂為三（傳說石塊乃開漳聖王化身，而兩邊石塊即為李、馬兩將軍化身，現目前奉祀於廟內後方石室開基祖廟）仍立在原地不動外，週圍散石一直滾落山下匪徒聚集處；匪眾紛紛棄械，鼠竄而逃，此後遂無土匪為非作歹。事後附近居民聞訊，立製石室（其石室體積為140 × 170× 168公分）膜拜奉祀，自此香火日盛。
嘉慶六年（1801年）因鑒及香客日增，石室祖廟無法容納大批香客膜拜，於原址小廟前另建本殿，並雕造鎮殿聖王及李、馬將軍金身。咸豐十一年（1861年）第一次修建，後歷經兩次重修；大正三年（1913年）第四次重修，民國四十七年某日風雨交加之夜，發生山崩地坍，廟庭全毀無立足之地，惟有本殿絲毫未損，人皆稱奇，實係聖王顯靈保護寶殿而未波及。遂由委員會與地方人士共同策畫整修並加建地下室香客大樓等設備，擴建本殿及廟庭，民國六十年（1971年）第五次重修成目前建築物。
2016年起整修地下室餐廳部，2017年完成整修並開放為藝文休閒中心。除了提供申請宴會餐飲外，平日也提供有機咖啡供大家享用。
2019年3月下旬起，因配合拜殿屋脊整修，而將中井拜埕鐵製半透明隔板拆除，也使得受遮蔽的本殿全貌得以恢復。
無奈2025年聖王聖誕前夕深夜,本廟前殿不幸因電線因素遭受祝融之災。雖有受損但幸賴聖王神威顯赫,未損及前殿主體建築結構,而聖王正殿及其他建築均毫髮無傷。

## 開基祖廟由來傳說
白石湖地區盛傳，在開基祖廟尚未興建前，居住於附近的先民常於清晨破曉時分，聽到自尖頂方向傳來的雞啼聲，但該處並無住戶。於是先民便好奇循著方向前往查看，看到該處石塊上懸掛著開漳聖王香火，咸認是聖王顯靈。於是便由白石湖地區五大姓「黃、林、郭、簡、鄭」共同集資興建石室奉祀。
灣仔庄一帶則是盛傳於某次漳泉械鬥時，漳州人因為人數較少，寡不敵眾因而退守至白石湖。困頓之際，遇見了一位白鬚老人指示漳民割樹藤、再綁上石頭，俟泉民進攻時，齊割樹藤飛石直落，一舉擊退對敵。漳民欲齊跪叩謝白鬚老人指點，惟老人已不見蹤跡。漳民才體悟到此老人乃是開漳聖王顯靈化身，遂於聖王顯靈處興建石室，信眾爭相日日虔誠朝拜，香火綿延鼎盛。

## 神尊奉祀

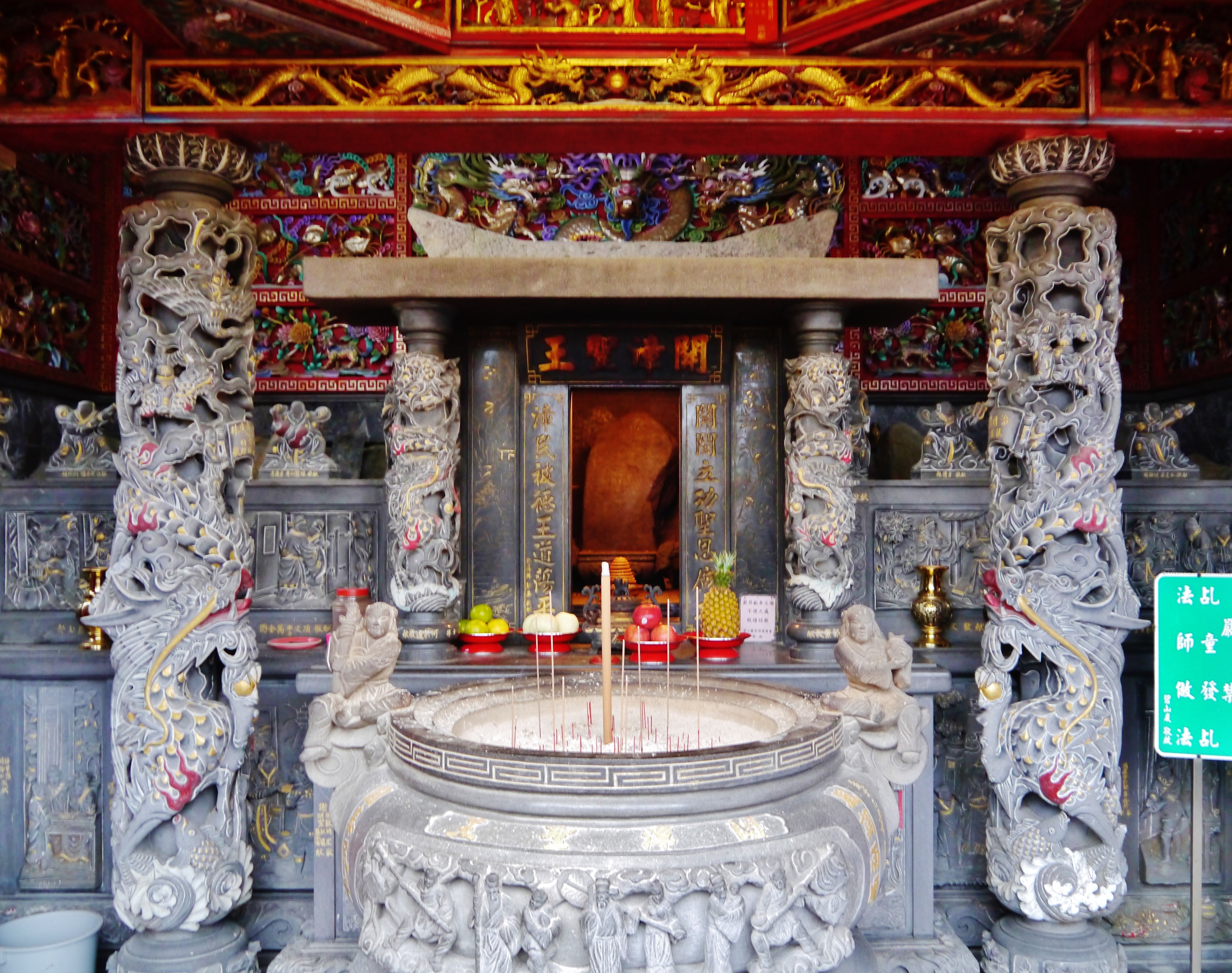
開基祖廟

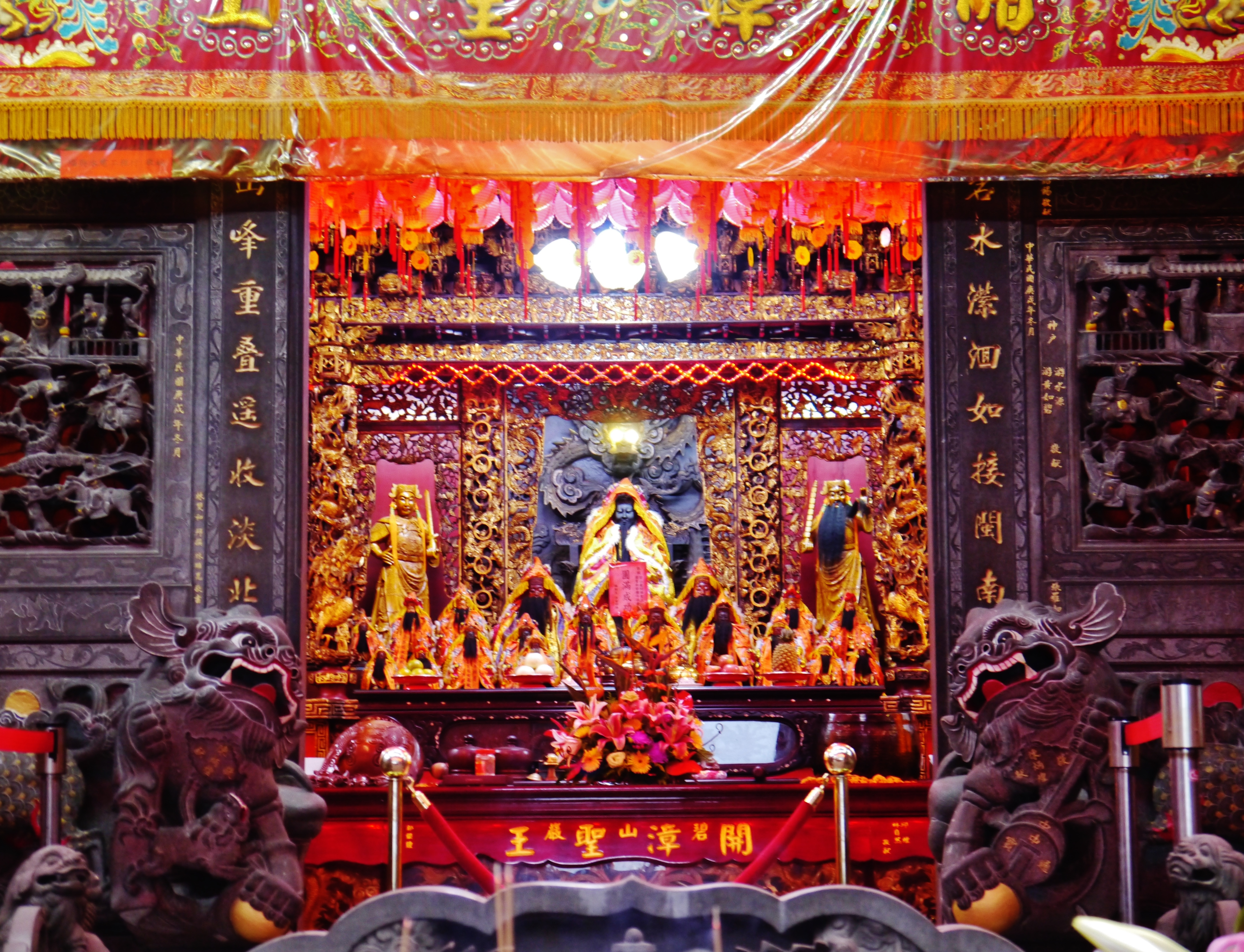
正殿主祀：開漳聖王文身王公

本廟主祀開漳聖王文身王公，兩旁配祀李伯瑤將軍、馬仁將軍金身，聖像均為1801年擴建正殿時以糯米、石灰等原料恭塑而成，乃台灣少數年代久遠珍貴之神尊，有217年的歷史。2014年（歲次甲午年）因鑒於鎮殿百年李伯瑤將軍、馬仁將軍金身年代久遠雖多次整修仍有損壞之憂，本廟乃重修金身，原料採精選樟木依原貌塑成，並於2015年（歲次乙未年）吉日入火安座。原聖像保存於本廟藝文休閒中心供大眾瞻仰。
左右神龕配祀福德正神、武身王公，奉祀土地公原只有6尺寸高之神尊，係因早期內湖地區乃傳統農家社會，每當種植季節來臨時，農民皆會攜帶種苗，前來祈求聖王公及土地公，庇佑農工順利，五穀豐登，祈求均應驗，靈感非凡，於民國60年闢殿奉祀。 
左右小港間奉祀斗姥星君、太歲星君以及文昌帝君。係內湖各寺廟第一個奉祀兩神的地方，以供善信大德祈求元辰光彩，功名祿利。

## 廟務管理

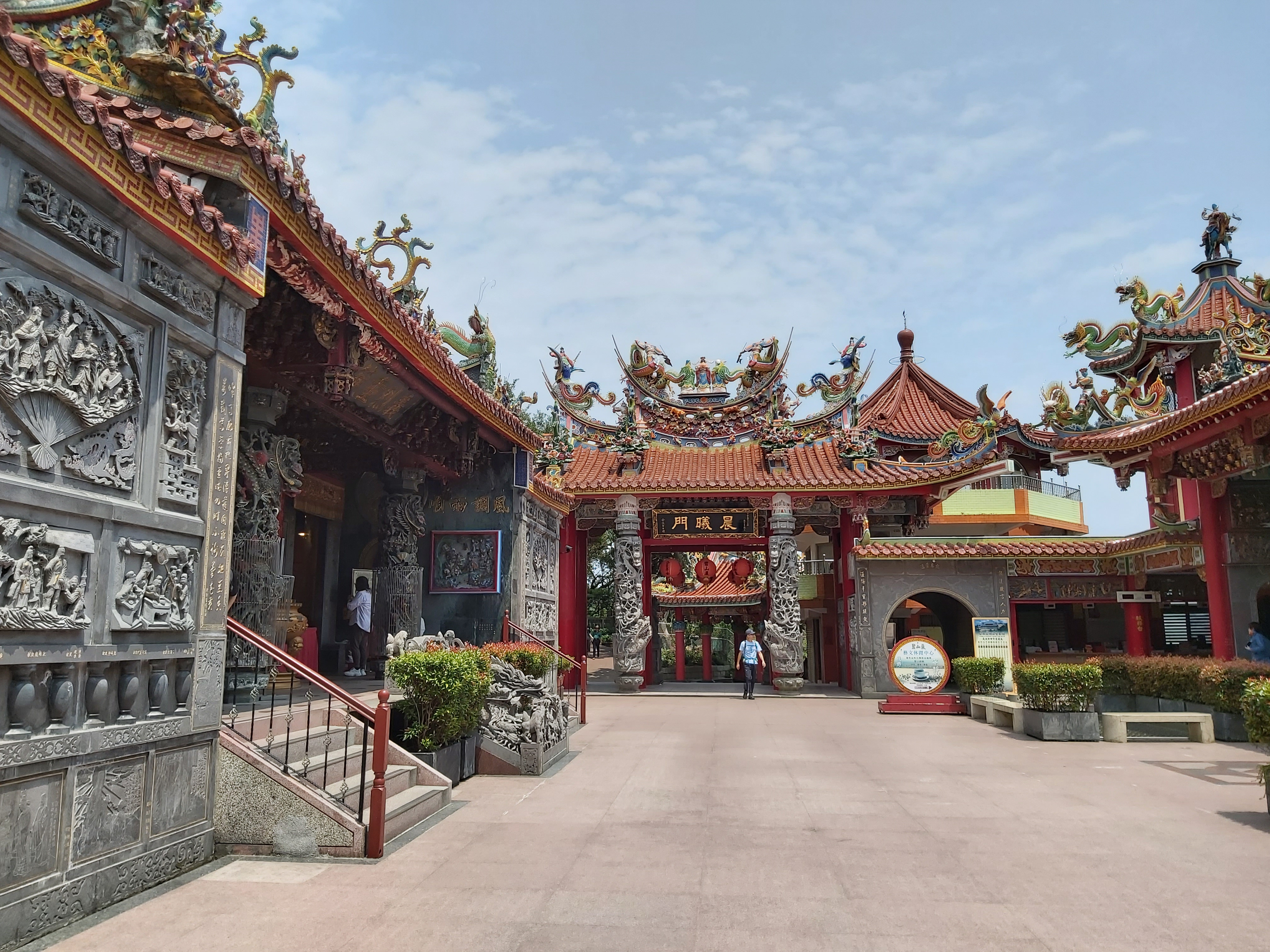
廟埕晨曦門

臺灣日治時期與戰後時期，由前內湖庄長或鄉長擔任該廟管理人。民國六十一年十月起，改由信徒票選產生董事會（第三屆後成立管理委員會），並設置監事會監督之；歷任董事長或主任委員，有陳登谷、林再和、陳健治（代理）、郭富雄（任一屆董事長後，改任第一屆主任委員）、郭雄塗、林明脩。民國初年，廟內即有廟祝進駐；歷任廟祝（現職位改稱總幹事）為潘老時居士（死後遺言要葬在廟地，以廟食祭祀，其墓址在原禪房部入口處右下方）、謝大笨、謝阿火、達淨法師（峰碧山圓覺寺開山住持，師承觀音山凌雲寺本圓法師)、駱淨法師、陳阿寶、林阿扁、阿信法師、高木草、黃明月、林金得（1925-2017，兼任碧山里里長）、林義勝、謝天來、林山峰、謝樹地、張紋瑞（福田）、鄭明達、張國輝、施福等，舊時的廟務支出、必須仰賴廟祝挑著「米籃擔」（大米籃）四處化緣經費，方能維持廟務運作，後來政府免費提供許多公有土地讓信眾停車，增加其香火收入，以及靠觀景咖啡隨喜收入，逐漸運作步入軌道。

## 慶典法會
每年農曆二月十五日，為位於碧山山腳下之公舘庄武身開漳聖王公回駕進香。農曆二月十六日為開漳聖王聖誕，本廟自十四日起一連三天舉辦祈安祝壽法會，各地信眾及友宮廟皆會恭迎之家神及友宮廟神尊前來進香看戲，廟方亦提供麵壽龜及壽麵供善信大德求取保平安，並聘請布袋戲酬神。
農曆六月初七日凌晨子時起，舉辦傳統民間信仰——「開天門」延壽補運。
農曆七月十四日，為舉辦內湖區聯合統一中元普渡法會，以示慎終追遠孝親報恩之意。
農曆十月初一至初七日，是一年一度的祈安禮斗消災法會，為內湖一大盛事，本廟禮聘法師帶領誦經人員全天誦經祈福，並逐一誦唸登斗之大德疏文，以求大家平安、健康、快樂。並經由善信大德捐獻之經費，提供平安湯圓及素食燴飯與大家分享，請大家屆時蒞廟享用福食，並懇請興趣者幫忙搓湯圓，很好玩哦。
而本廟自有五大角開漳聖王公輪值爐主組織，由內湖五大角(灣仔，十四份，港墘，梘頭，番仔坡)各里輪流奉祀一年，並於每年農曆二月十四日聖王公聖誕前，擇日恭迎爐主神聖駕回廟，敬演大戲及敬備牲禮祝壽。
此外，每年農曆二月十五日，內湖新里族三大角（灣仔庄、石潭、葫蘆洲十四份 ）關渡宮天上聖母遶境，農曆三月一日內湖地區六大角（梘頭、頂番陂、港墘、新陂尾、下番陂、山腳)媽祖聖誕，白石湖地區三年一次農曆三月一日關渡媽祖千秋及農曆四月初一士林外雙溪溪山里媽祖祭典，麗山市場中元普渡等慶典，亦恭迎聖王公聖駕，供善信大德祈求闔家平安，萬事如意。

## 觀光休閒

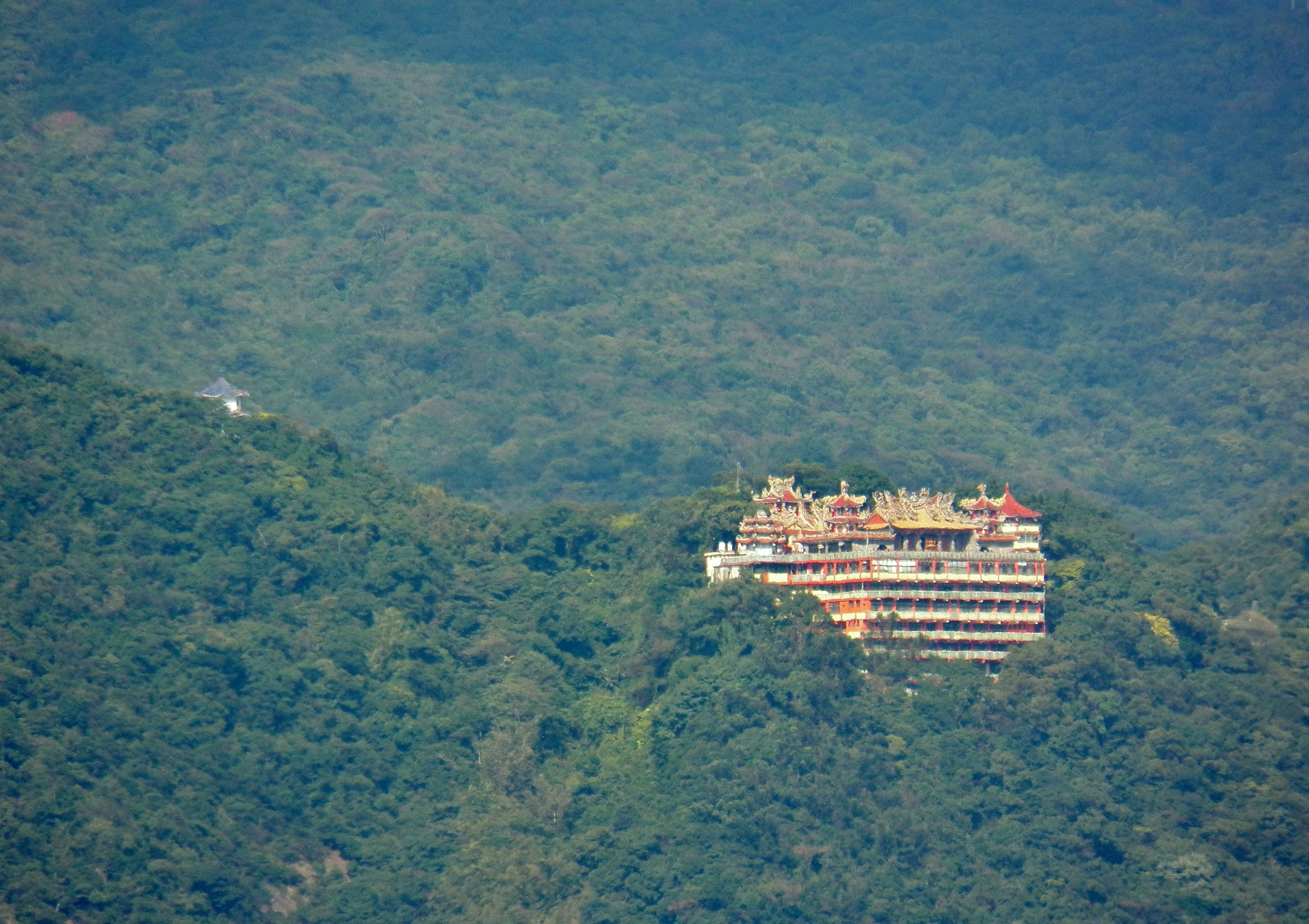
遠眺內湖碧山巖

明治43年（1910年）日人推展學校遠足活動，社會上也逐漸發展郊遊登山風氣。碧山巖位處臺北市郊，背倚忠勇山、群山環繞，蔚為觀光勝地。成為當時學校學生郊遊遠足的理想地點，同時也是喜好健行者的好去處，日治時期更列入台北州指定之地方級臺灣史蹟名勝天然紀念物。
臺灣光復後，假日登山、健行更是蔚為風氣。臺北市政府為了促進國民身心健康在山區修建道路與步道，更有山區小型公共汽車。由於附近有不少名勝，碧山巖本身也吸引眾多的香客，因此成為臺北市民週末郊外踏青的好場所。
在歷年來廟方的精心策畫下，規劃整修本廟主體及觀光服務設施，周圍亦有桃園三結義、岳母精忠報國刺字、慈母園等石像，以宏揚傳統文化、引領國內外人士駐足觀光進而繁榮地方、更願藝術之美善化群眾。
附近區域是台北市近郊著名的旅遊勝地，區內有著名的白石湖吊橋及許多寺廟古刹與登山健行步道，非常適合全家大小同遊。此區有許多市政府及內湖區農會輔導的觀光草莓園，採收期為每年十二月至翌年五月，誠摯歡迎全家大小一起享受田園野趣及知性、健康、休閒的一天，飽覽群山美景，實為假日午後最佳休閒。
廟內地下室一樓附設「藝文休閒中心」及觀景咖啡座，以隨喜功德箱的經營模式，由服務志工沖泡美式咖啡與信眾結緣。

## 公益慈善
碧山巖開漳聖王廟秉持聖王公之精神，服務於社會大眾，回饋公益。
- 1992年捐贈台北市政府消防局3套油壓破壞器材及8組16條的燈繩，有效提昇火場救人滅火的救災效能。
- 捐贈宜蘭縣政府-消防局福斯（KOMBI L 2.0 TDI）救護車乙輛，及台北市政府消防局救護車數輛。
- 贊助弱勢團體花蓮安德啟智中心、黎明教養院、嘉義聖心教養院、台東創世社會福利基金會、新莊愛心育幼院、宜蘭神愛兒童之家等18間，每間50,000元及宜蘭自閉症協會30,000元，總計：1,380,000元整。
- 春節慰問內湖區低收入慰問金849,000元,，辦理急難慰助2,004,000元，贊助內湖區各國小特教班相關活動，贊助財團法人台北市政府教育局清寒學生基金會180,000元。
- 參加台灣開漳聖王廟聯誼會等公益事蹟。興辦社會教化事業成效卓著不計金額之功績，並提供獎學金以鼓勵低收入戶學子努力向上。
- 其他公益慈善社會教化合計：10,376,194元。
- 獲得內政部103年度宗教團體表揚大會殊榮，105年宗教團體表揚大會內政部表揚社會教化之殊榮。對公益不遺餘力，深獲各界大德之肯定。

## 外部連結
- 碧山巖開漳聖王廟 （页面存档备份，存于）
- 碧山巖開漳聖王廟-臺北旅遊網
- 碧山巖櫻花隧道粉紅風暴。內湖春季賞櫻景點 （页面存档备份，存于）
- YouTube上的【Taipei Live Cam】碧山巖 - 4K即時影像  Bishan Temple  碧山巌開漳聖王廟  TAIPEI 101

## 資料來源
- 碧山巖開漳聖王廟管理委員會【碧山巖開漳聖王廟廟志】
- 台北市內湖區公所【內湖區志】
- 內湖文化史工作室【內湖傳家寶-碧山巖開漳聖王廟章節】
- 宋光宇【寺廟經營與社會變遷：以臺北市碧山巖開漳聖王廟為例】《臺北文獻》]
- 簡有慶【台北地區開漳聖王的信仰與傳說初探】
- 1910年3月24日《漢文台灣日日新報》【白石湖名勝】
- 1905年3月9日《臺灣日日新報》【碧山岩神像】
- 1897年9月1日《臺灣日日新報》【碧山有岩】

25°05′49.48″N 121°35′15.28″E / 25.0970778°N 121.5875778°E